# Panna cotta

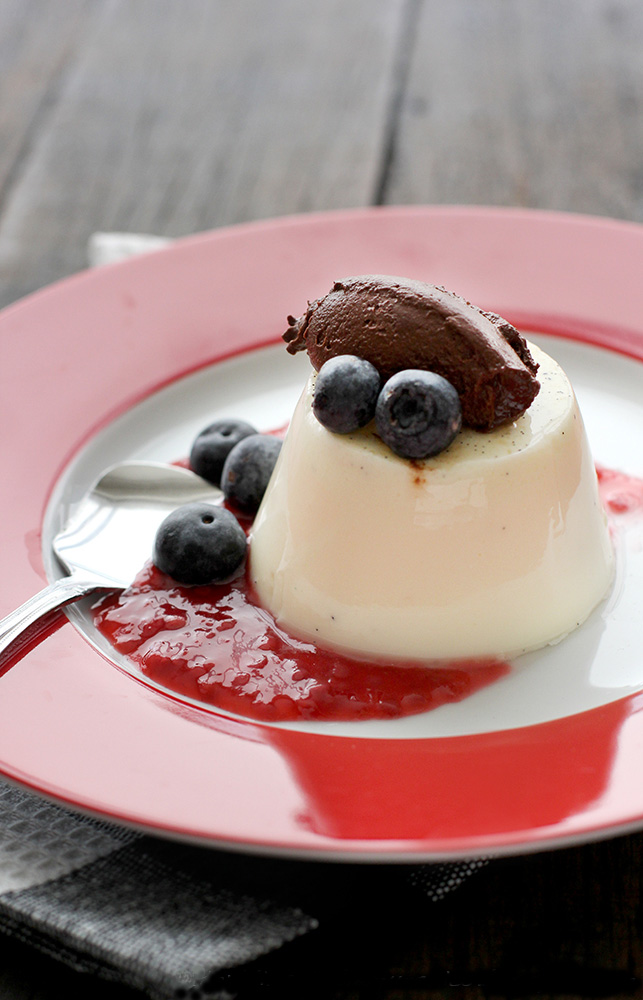
Panna cotta con arándanos y mousse de chocolate.

La panna cotta (en italiano literalmente ‘nata cocida’) es un postre típico de la región italiana del Piamonte, elaborado a partir de crema de leche, azúcar, queso crema y gelificantes, que se suele adornar con mermeladas de frutas rojas. Recuerda al flan, pero su sabor es más lácteo y tiene una textura más parecida a la de la gelatina que a la del flan.

## Ingredientes
En su preparación se utiliza nata, azúcar y gelatina y se le añaden fresas, moras y en ocasiones, jarabe de caramelo, vainilla, ron, etc.

## Receta clásica
La elaboración tradicional de la panna cotta no incluye la gelatina ya que su uso es posterior a la aparición de este postre. Es similar al de un flan pues se incluye huevos para cuajar, azúcar y nata. Este proceso exige aumentar la temperatura primero en el fuego y después en horno.

## Receta moderna
Actualmente se utiliza un gelatinizante de origen animal (gelatina) o vegetal (agar-agar) además de la nata, la leche y el azúcar en proporción (3 de nata, 1/2 de leche y 1/4 de azúcar). Se mezclan los ingredientes y se llevan a ebullición o a la temperatura especificada para que espese al enfriar.

## Receta vegana
Las variaciones de la receta de panna cotta vegana son a base de agar agar y leches vegetales pueden significar un mayor tiempo en la preparación del postre por el uso y reposo del agar-agar.